# 第8軍団 (北軍)
南北戦争中の北軍第8軍団（VIII Corps）は、主としてバージニア州西部のシェナンドー渓谷で活動した軍団である。

## 結成と初期の活動

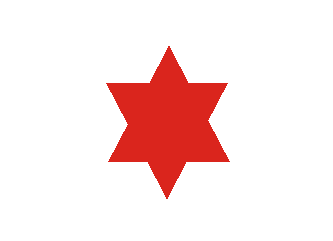
北軍第8軍団第1師団の記章

第8軍団は、シェナンドー渓谷にあったいくつかの部隊を組み合わせた中部軍管区（Middle Department）を改称し、1862年7月12日に組織された。初代軍団長はジョン・ウール（John E. Wool）少将であった。1862年中は、ボルチモア、ハーパーズ・フェリー、ウィンチェスター間のボルチモア・アンド・オハイオ鉄道の防衛が主たる任務であった。その後、ロバート・カミング・シェンクが軍団長となり、ゲティスバーグ方面作戦の初期段階に参加した。1863年6月に南軍ロバート・E・リー大将の北バージニア軍がシェナンドー渓谷に侵入してくると、第8軍団のいくつかの部隊がこれを迎え撃ったが、いずれも敗北した。ロバート・ミルロイ（Robert H. Milroy）の第2師団は、1863年6月13日－15日の第二次ウィンチェスターの戦いでリチャード・イーウェルの北バージニア軍第2軍団に敗北し、大損害を受けた。数日後に第8軍団の他の部隊が、マルティンスバーグでの遅滞作戦に加わった。第8軍団の受けた損害は大きく、ゲティスバーグの戦いに至るその後の作戦には参加していない。但し、ゲティスバーグから撤退するリーの追撃戦には、ジョージ・ミードのポトマック軍に加わって参加している。

## 1864年のワシントン防衛
1864年中の第8軍団の主たる任務はメリーランドにおいて、ボルチモア・アンド・オハイオ鉄道を防衛することに限定され、多くの部隊が西バージニア軍に転属となった。1864年に南軍のジュバル・アーリーがワシントン攻略を目指したが、その途中の7月9日、モノカシーの戦いで第8軍団はこれを迎え撃った。当時の軍団長はルー・ウォーレス少将（後のベン・ハーの作者）であったが、モノカシーでのウォーレスの兵力は少なく、支援にかけつけた第6軍団が主力となって戦った。ウォーレスは敗北したが、南軍の行動の遅延には成功し、ワシントン防衛のための時間稼ぎができた。アーリーの部隊がワシントンを目指す際に、南軍の騎兵部隊がメリーランド各地で攻撃を行いボルティモア郊外に達したが、いくつかの部隊はこれら騎兵部隊とも戦っている。

## 西バージニア軍
第8軍団は、しばしば西バージニア軍と混同されることがあるが、これらは別の部隊である。西バージニア軍はシェナンドー渓谷と西バージニアで1864年中活動したが、隷下の部隊が第8軍団と重複することも混乱に輪をかけている。しかしこれら部隊は1863年には第8軍団に属していたが、1864年のバレー方面作戦時には正式に西バージニア軍に所属替えとなっていたものである（モノカシーでのウォーレスの兵力が少なかったのはこのためである）。また西バージニア軍（3個師団編成）が、実質的にはシェナンドー軍隷下の「軍団」として機能していたことも（シェナンドー軍の編成は第6軍団、第19軍団及び西バージニア軍）、混乱のもととなっている。

## 歴代軍団長
| ジョン・ウール               | 1862年7月12日 – 1862年12月22日 |
| ロバート・カミング・シェンク | 1862年12月22日 – 1863年3月12日 |
| ウィリアム・モリス           | 1863年3月12日 – 1863年3月22日  |
| ロバート・カミング・シェンク | 1863年3月22日 – 1863年8月10日  |
| ウィリアム・モリス           | 1863年8月10日 – 1863年8月31日  |
| ロバート・カミング・シェンク | 1863年8月31日 – 1863年9月22日  |
| ウィリアム・モリス           | 1863年9月22日 – 1863年9月28日  |
| エラスタス・タイラー         | 1863年9月28日 – 1863年10月10日 |
| ロバート・カミング・シェンク | 1863年10月10日 – 1863年12月5日 |
| ヘンリー・ロックウッド       | 1863年12月5日 – 1864年3月22日  |
| ルー・ウォーレス             | 1864年3月22日 – 1865年2月1日   |
| ウィリアム・モリス           | 1865年2月1日 – 1865年4月19日   |
| ルー・ウォーレス             | 1865年4月19日 – 1865年8月1日   |

## 参考資料
- Eicher, John H., & Eicher, David J., Civil War High Commands, Stanford University Press, 2001, ISBN 0-8047-3641-3.
- VIII Corps history